# Umbilicaria aprina
Umbilicaria aprina är en lavart som beskrevs av Nyl. Umbilicaria aprina ingår i släktet Umbilicaria och familjen Umbilicariaceae.  Arten är reproducerande i Sverige. Inga underarter finns listade i Catalogue of Life.